# Očër
Očër è una città della Russia europea nordorientale (Territorio di Perm').

## Geografia
Sorge nella parte sudoccidentale del Territorio di Perm', sulle sponde del fiume omonimo, 120 chilometri ad ovest di Perm'. Appartiene amministrativamente al rajon Očërskij, del quale è il capoluogo.

## Storia
La cittadina venne fondata nel 1759 come insediamento annesso ad una ferriera appena costruita nella zona da parte di personale della famiglia Stroganov, che monopolizzava il commercio con queste regioni della Russia.

## Economia
Očër è un piccolo centro industriale (costruzione di macchine, industria alimentare).